# Hassan Hamza
Hassan Hamza (Arabic:حسن حمزة) (sinh ngày 10 tháng 11 năm 1994) là một cầu thủ bóng đá người Các Tiểu vương quốc Ả Rập Thống nhất. Hiện tại anh thi đấu ở vị trí thủ môn cho Shabab Al-Ahli.